# Historia A.C. Milan (do 1922)

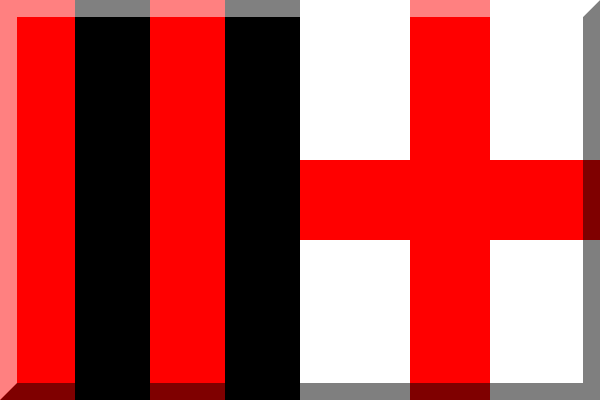
Klubowe barwy Milanu

Historia włoskiego klubu piłkarskiego A.C. Milan do roku 1922.

## Historia Milanu 1899-1922

### Założenie klubu i pierwsze lata (1899-1908)

#### Przed rokiem 1900
Pod koniec XIX wieku Brytyjczycy przybywający do Włoch przywieźli ze sobą nową grę, zwaną piłką nożną. Nowy sport szybko zyskał sympatię Włochów. W 1893 r. powstał pierwszy włoski klub piłkarski - Genoa CFC. 6 lat później rozpoczął działalność protoplasta dzisiejszego Milanu. Klub o nazwie Milan Cricket and Foot-Ball Club został założony 16 grudnia 1899 roku przez Herberta Kilpina i Alfreda Ormonde Edwardsa.

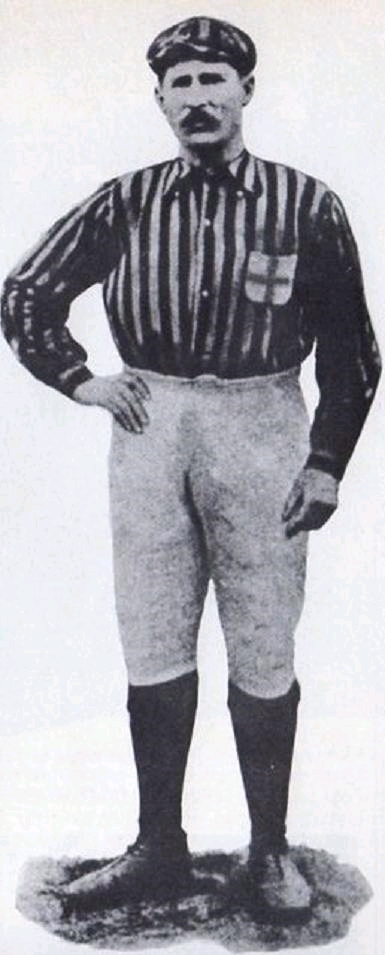
Herbert Kilpin - założyciel Milanu

Kilpin, urodzony w 1870 r. w Nottinghamie, przybył do Włoch rozwijać przemysł włókienniczy. Poza pracą razem ze swoimi rodakami propagował wśród Włochów nieznany dotąd "futbol". Grał w turyńskich zespołach Internazionale Torino i Torinese.
Po przenosinach do Mediolanu Kilpin postanowił utworzyć swoją własną drużynę. Dopomógł mu w tym Alfred Edwards, były brytyjski wicekonsul. W Mediolanie istniał już jeden zespół - Mediolanum - lecz stosował się do reguł Federacji Gimnastycznej (FNGI). Klub Kilpina miał być pierwszym klubem w tym mieście grającym według standardowych angielskich zasad.
Nowy klub o nazwie Milan Cricket and Foot-Ball Club został założony w Hotelu du Nord. Obecnie na miejscu tego obiektu stoi Hotel Principe di Savoia na Placu Republiki. Pierwszym prezydentem został Edwards, wiceprezydentem - Edward Nathan Berra, a sekretarzem klubu - Samuel Richard Davies. Klub posiadał jedenastu członków - sześciu Anglików i pięciu Włochów.
Oficjalnie jako datę założenia Milanu podaje się 16 grudnia, jednak seria spotkań założycielskich odbywała się pomiędzy 9 a 17 grudnia. O fakcie tym poinformowała mediolańska "La Gazzetta dello Sport" w swoim poniedziałkowym wydaniu z 18 grudnia. Tę datę można spotkać w niektórych źródłach jako oficjalny dzień powstania klubu.
Początkowo w klubie istniała sekcja krykieta, prowadzona przez Berrę, oraz sekcja piłkarska pod przewodnictwem Davida Allisona, pierwszego kapitana drużyny. Popularność futbolu sprawiła, że sekcja krykieta przetrwała zaledwie kilka lat. Oficjalnymi barwami klubu zostały kolory czerwony i czarny - czerwony, ponieważ jesteśmy diabłami, a czarny, żeby wszyscy się nas bali. Barwy te miały ponadto upamiętniać klub z Nottinghamu, rodzinnego miasta Kilpina.
Pierwsza siedziba klubu mieściła się w winiarni Fiaschetteria Toscana, a mecze były rozgrywana na boisku Trotter na peryferiach Mediolanu. Gracze występowali w koszulkach w czerwone-czarne pasy z flagą Mediolanu na piersiach, białych spodniach i czarnych skarpetach.

#### Rok 1900
15 stycznia 1900 r. Milan został przyjęty do Włoskiej Federacji piłkarskiej (Federazione Italiana Football - FIF). A już 11 marca drużyna rozegrała swój pierwszy mecz w historii - wygrany z zespołem Mediolanum 2:0. Mecz na Trotterze był typowy dla tamtych czasów - drewniane bramki, linie z kredy i publiczność obserwująca zawody tuż przy linii boiska.

| Na wiosnę Milan po raz pierwszy wystartował w mistrzostwach Włoch. Rozgrywki z udziałem pięciu drużyn były rozgrywane w ten sposób, że po każdej rundzie eliminacji zwycięzca meczu awansował do następnej, gdzie czekał już na niego kolejny rywal. Milan jako nowy klub wystartował dopiero w trzeciej rundzie, której zwycięzca miał prawo grać o tytuł z obrońcą trofeum, Genoą. 15 kwietnia Milan przegrał wyjazdowy mecz z F.C. Torinese 0:3. \| Pierwszy mecz Milanu w Mistrzostwach Włoch: Torinese - Milan 3:0 (2:0) Skład Milanu: Hood - Cignaghi, Torretta - Lies, Kilpin, Valerio - Dubini, Davies, Neville, Allison, Formenti \| |
| Pierwszy mecz Milanu w Mistrzostwach Włoch: Torinese - Milan 3:0 (2:0) Skład Milanu: Hood - Cignaghi, Torretta - Lies, Kilpin, Valerio - Dubini, Davies, Neville, Allison, Formenti |

Miesiąc później Milan zdobył swoje pierwsze trofeum. Był nim Medal Króla Humberta I ("Medaglia del Re"). 27 maja Mediolańczycy wygrali z Juventusem 2:0 po bramkach Camperio i Allisona. Mecz obserwowało 500 widzów.

#### Rok 1901
| Droga Milanu do pierwszego mistrzostwa: 14 kwietnia 1901: Milan - Mediolanum 2:0; 28 kwietnia 1901: Juventus - Milan 2:3; 5 maja 1901: Genoa - Milan 0:3 |

| Finał Mistrzostw Włoch 1901: Genoa - Milan 0:3 - Bramki: 0:1 gol samobójczy, 0:2 Kilpin, 0:3 strzelec nieznany - Skład Milanu: Hood - Sutter, Gadda - Lees, Kilpin, D. Angeloni - Recalcati, Davies, Negretti, Allison, G. Colombo |

| Mistrzowski skład Milanu 1901: Hood - Luigi Wagner, Catullo Gadda, Samuel Richard Davies, Hans Heinrich Suter - Lies Kurt, Ettore Negretti, Agostino Recalcati, Daniele Angeloni, Herbert Kilpin - David Allison, Penvhyn Llewellyn Patrick Neville, Guerriero Colombo |

W tym samym roku Milan obronił zdobyty rok wcześniej Medal Króla, podobnie jak w mistrzostwach "zabierając" to trofeum Genoi.

#### Rok 1902
W roku 1902 Milan, jako mistrz Włoch, czekał rozstawiony w finale na zwycięzcę eliminacji. Niespodziewanie mecz został zaplanowany nie na boisku mistrza, lecz w Genui. Przyczyny nie są dokładnie znane. 13 kwietnia Genoa CFC wygrała 2:0, odzyskując mistrzostwo Włoch.
Zanim został rozegrany finał mistrzostw, odbyła się trzecia edycja Medalu Króla. Milan rozgromił 9:1 Mediolanum (4 bramki Kilpina, 4 Giulio Cederny i 1 Rizziego) a następnie wygrał z Genoą 4:1 (3 bramki Kilpina i 1 Rizziego). W decydującym spotkaniu Milan pokonał aż 7:0 Torinese (3 bramki Kilpina, 3 Cederny i 1 Rizziego) i tym samym zdobył trofeum na własność.

#### Rok 1903
Rok 1903 przyniósł zmianę boiska - Milan przeniósł się na wschodnie peryferia Mediolanu, na boisko Acquabella. Z powodu znacznego zniszczenia murawy podczas częstych zawodów hippicznych klub opuścił Trotter, przenosząc się na nowy obiekt. Na nowym boisku, położonym tuż przy nasypie linii kolejowej, klub przegrał 22 marca 0:2 z Juventusem w ostatniej rundzie eliminacji mistrzostw Włoch. Wśród jedenastu graczy po raz pierwszy liczba Włochów stanowiła większość - było ich siedmiu.
W międzyczasie Milan rozegrał serię spotkań o nieoficjalne trofea. W spotkaniach o Coppa Convegno di Novara pokonał 2:0 Sampierdarense, 3:0 Sempione i 3:0 Audace. W meczu o Coppa San Marco di Venezia pokonał 5:0 Vicenzę.

#### Rok 1904
Na początek Milan pokonał w Andreę Doria, ale w decydujących meczach, 13 i 20 marca, znów przegrał z Juventusem (remis i porażka w powtórzonym meczu u siebie). Prezydent Edwards zdecydował o dalszej redukcji zagranicznych graczy w zespole. W spotkaniach z tym ostatnim zespołem grało ich zaledwie dwóch: Kilpin i Walty.
Zespół zdobył jednak mistrzostwo Włoch, ale w turnieju organizowanym przez Federację Gimnastyczną. W finale wygrał z Andreą Dorią 3:2.
Łącznie w mistrzostwach zorganizowanych przez "gimnastyków" Milan wygrywał 4 razy - w latach 1904, 1905, 1906 i 1907. FNGI przyjęła brytyjskie zasady dopiero w roku 1903. Wcześniej mecze trwały 2 razy po 30 minut, z ewentualną dziesięciominutową dogrywką. W przypadku remisu zwycięzcę wskazywał sędzia, wybierając drużynę, która grała bardziej fair.
W sezonie tym Milan zmienił częściowo barwy strojów - zawodnicy grali w czarnych spodniach i czarno-bordowych skarpetach. Oprócz meczów mistrzowskich klub rozegrał kilka spotkań towarzyskich. W meczach Torneo Città di Torino Mediolańczycy wygrali 1:0 z Andreą Dorią i przegrali 0:1 z Juventusem. Z tym ostatnim klubem przegrali również w tym samym stosunku w spotkaniu o Coppa d'Argento Municipio di Torino.
Klub zyskał również pierwszego trenera z prawdziwego zdarzenia - został nim Angeloni I Daniele, który był również graczem Milanu.

#### Rok 1905
Wielkie emocje towarzyszyły meczom o Piłkę Dapplesa (Palla d’Argento Henry Dapples). Srebrne trofeum w kształcie piłki ufundował prezydent Genoi Henry Dapples. Pierwszy mecz odbył się w grudniu 1903 r. Zasady były proste - zespół, który pokona jej posiadacza, przejmuje trofeum. Mecze o Piłkę Dapplesa stały się bardzo popularne i prestiżowe, przez wiele osób uważane nawet za ważniejsze od mistrzostw Włoch.
Milan zdobył Piłkę w kwietniu 1905 r. i nie przegrał jej aż do grudnia roku 1907. Ogromna popularność zawodów sprawiła, że mecze odbywały się czasami nawet co tydzień. W 42 edycjach turnieju Milan wygrał aż 22 razy, oprócz wspomnianego okresu udawało się Mediolańczykom zdobyć trofeum jeszcze w roku 1908. W pokonanym polu Milan zostawiał zespoły Andreę Doria, Genoę, Juventus, U.S. Milanese, Ausonię Milano, Torino i Libertas Milano. Rok później, po zdobyciu nagrody przez Genoę, zespół ten zdecydował, że nie będzie już więcej o nią grać.
W roku 1905 po raz pierwszy rozegrano eliminacje regionalne. Milan w grupie lombardzkiej zmierzył się z U.S. Milanese. Po zaciętych meczach zespołowi nie udało się jednak wejść do grupy finałowej (3:3 i 6:7).
Na wiosnę 1905 r. Milan wyjechał do Szwajcarii, gdzie rozegrał swoje pierwsze w historii mecze międzynarodowe. Wygrał 3:0 z Lugano i poniósł porażkę 2:4 z zespołem FC Sankt Gallen.

#### Rok 1906
Klub przeniósł się na boisko Milan Porta Manforte, a działacze Milanu doprowadzili do wybudowania pierwszego ministadionu, z drewnianymi trybunami oraz siatkami na bramkach. Te ostatnie były pomysłem działaczy mediolańskiego klubu, co zostało zaakceptowane przez włoską federację.
Rossoneri pomyślnie przeszli przez lombardzkie eliminacje mistrzostw Italii, dwukrotnie wygrywając z U.S. Milanese, awansując do grupy finałowej wraz z zespołami Juventusu i Genoi.
Po zakończeniu rozgrywek okazało się, że zarówno Milan, jak i Juventus posiadały taką samą liczbę punktów. Zgodnie z regulaminem musiał więc zostać rozegrany baraż o mistrzostwo. Milan, jako drużyna z lepszym bilansem bramkowym, miał prawo grać na własnym boisku. Jednak włoska federacja podjęła kontrowersyjną decyzję - postanowiła nie zaliczać Milanowi bramek z meczu z Genoą wygranego walkowerem. W tej sytuacji lepszy bilans - i prawo do boiska - zdobył Juventus.
Mecz w Turynie zakończył się, po dogrywce, wynikiem 0:0. W tej sytuacji federacja wyznaczyła kolejny baraż, tym razem ustalając, że zostanie on rozegrany na boisku U.S. Milanese. Juventus protestował przeciwko takiej decyzji, nie chcąc grać w Mediolanie, mimo że poprzedni baraż grali na własnym boisku. Ostatecznie przeciwnik Milanu nie stawił się na mecz i Mediolańczycy zdobyli swój drugi oficjalny tytuł mistrzowski.

| Droga do mistrzostwa Włoch 1906: - Eliminacje lombardzkie: 7 stycznia 1906: Milan - U.S. Milanese 4:3; 14 stycznia 1906: U.S. Milanese - Milan 1:2 - Grupa finałowa: 4 marca 1906: Genoa - Milan 2:2; 11 marca 1906: Juventus - Milan 2:1; 8 kwietnia 1906: Milan - Genoa 2:0 (walkower); 22 kwietnia 1906: Milan - Juventus 1:0 - Baraże o tytuł: 29 kwietnia 1906: Juventus - Milan 0:0 (dogr.); 6 maja 1906: Milan - Juventus 2:0 (walkower) |

| Mistrzowski skład Milanu 1906: Attilio Treré - Antonio Sala, Oscar Joseph Giger, Guido Moda, Andrea Meschia, Hans Mayer Heuberger, Ernst Widmer - Attilio Colombo, Herbert Kilpin, Alfred Bosshard, Francois Menno Knoote - Umberto Malvano, Alessandro Treré, Giuseppe Rizzi, Guerriero Colombo, Guido Pedroni |

Milan grał wówczas tylko z jednym obcokrajowcem w składzie. Był nim Kilpin, który grał w mediolańskim zespole jeszcze do końca 1907.
| Milan obronił mistrzostwo Włoch. Po zwycięstwie w eliminacjach wygrał również grupę finałową, uzyskując w niej 2 zwycięstwa oraz 2 remisy i wyprzedzając zespoły AC Torino i Andrea Doria. W rezerwach klubu pojawił się trzynastoletni Renzo De Vecchi, który 2 lata później, w wieku lat piętnastu, dołączył do pierwszej drużyny Milanu. \| Mistrzowski skład Milanu 1907: Gerolamo Radice, Attilio Treré - Andrea Meschia, Ernst Widmer, Guido Moda - Alfred Bosshard, Herbert Kilpin, Gian Guido Piazza, Camillo Parisini, Johann Ferdinand Madler, Hans Walter Imhoff, Gustav Hauser, Attilio Colombo - Alessandro Treré, Vittorio Pedroni \| |
| Mistrzowski skład Milanu 1907: Gerolamo Radice, Attilio Treré - Andrea Meschia, Ernst Widmer, Guido Moda - Alfred Bosshard, Herbert Kilpin, Gian Guido Piazza, Camillo Parisini, Johann Ferdinand Madler, Hans Walter Imhoff, Gustav Hauser, Attilio Colombo - Alessandro Treré, Vittorio Pedroni |

### Konflikt z federacją i rozgrywki wojenne (1908-1919)

#### Rok 1908
W 1908 włoska federacja postanowiła, że w meczach o mistrzostwo Włoch mogą brać udział jedynie Włosi. Wskutek tego do rozgrywek nie zostały dopuszczone m.in. najbardziej dotychczas utytułowane drużyny Genoi i Milanu oraz Juventus F.C. i Torino FC. Część członków mediolańskiego klubu popadła w konflikt z zarządem oraz z władzami federacji, tworząc własną drużynę.
9 marca tego roku Mediolan wzbogacił się o jeszcze jeden klub piłkarski, który w przyszłości stał się jednym z czołowych zespołów Włoch. W ramach protestu przeciwko decyzji federacji, otrzymał on nazwę Internazionale Football Club. Nowy klub już w tym samym roku rozegrał mecze ze swoim protoplastą. W pierwszych, historycznych derbach Mediolanu Milan wygrał z Interem 6:3. Natomiast 18 października, w turnieju w Szwajcarskim Chiasso, Milan wygrał 2:1. Były to pierwsze i jedne z dwóch derbów w historii, które zostały rozegrane poza granicami Włoch.
Z powodu zawieszenia klubu Milan nie rozgrywał w tym sezonie meczów oficjalnych, a jedynie spotkania towarzyskie. W jednym z nich, 12 kwietnia, zespół wygrał 4:3 z francuskim Narcisse Sport Montreaux.
Po zakończeniu sezonu FIF zrezygnowała z zakazu dopuszczania zagranicznych graczy. Federacja uznała swoją odpowiedzialność za szkody wyrządzone reformą, w tym niesłuszne wykluczenie Milanu. W ramach rekompensaty Milanowi został przyznany Puchar Spensleya - trofeum przeznaczone dla drużyny która zdobędzie mistrzostwo Włoch 3 razy z rzędu. We wcześniejszych latach poprzednie trofea za 3 mistrzostwa przypadły Genoi - Puchar Księcia Abruzji i Puchar Fawcusa.

#### Rok 1909
Rok 1909 to powrót Milanu do rozgrywek o tytuł mistrzowski. Prezydentem klubu został jeden z jego założycieli, Piero Pirelli. Milan zajął drugie miejsce w lombardzkich kwalifikacjach, wygrywając z Interem i przegrywając z Milanese.

#### Sezon 1909/1910
Od tego sezonu wprowadzony został system rozgrywek jesień-wiosna. W sezonie 1909/10 wystartowało 9 zespołów - wszystkie w jednej grupie. Milan grał słabo - w 16 spotkaniach uzyskał zaledwie 5 zwycięstw, 2 remisy i aż 9 porażek. Sezon skończył na siódmym miejscu. Jedynym pozytywnym akcentem sezonu był udział dwóch graczy Milanu: Ceveniniego I (Aldo) i Lany w pierwszym meczu międzypaństwowym reprezentacji Włoch. 15 maja Włosi pokonali w Mediolanie Francuzów 6:2, a Lana strzelił w 13. minucie meczu pierwszą bramkę w historii reprezentacji.

#### Sezon 1910/1911
Do drużyny dołączył utalentowany piętnastolatek Renzo De Vecchi. Z Brukseli przybył z kolei Louis Van Hege, który, jak się później okazało, strzelił w ciągu 5 sezonów gry w Milanie około 100 bramek. De Vecchi z kolei jeszcze jako nastolatek zagrał w reprezentacji, a w zespole rossonerich grał do roku 1913, po czym przeszedł do Genui, co zostało ówcześnie uznane za pierwszy profesjonalny transfer w zawodowym futbolu.
Milan w grupie eliminacyjnej Liguria-Lombardia-Piemont, liczącej 9 zespołów, zajął drugie miejsce przegrywając tylko z późniejszym mistrzem, Pro Vercelli. W praktyce oznaczało to trzecie miejsce drużyny (formalnie meczów o trzecią pozycję nie rozgrywano).
Sporego wyczynu dokonał van Hege. W towarzyskim spotkaniu z drużyną Bolonii, wygranym przez Milan 7:0 strzelił wszystkie 7 bramek. Belg został również najlepszym strzelcem Milanu - strzelił dla swojego klubu w ciągu całego sezonu 19 goli. Wyczynu tego dokonał również w czterech kolejnych sezonach.
W sezonie 1910/11 Milan rozgrywał również mecze towarzyskie. W jednym z nich pokonał byłą drużynę van Hege 1:0. Wygrał również turnieje: Torneo Solcio, Torneo Vicenza i Torneo Omarin.

#### Sezon 1911/1912
Z początkiem sezonu 1911/12 Milan zorganizował rozgrywki o But Radice - trofeum ufundowane przez najbardziej znanego bramkarza mediolańskiego zespołu, Gerolamo Radice. Turniej zakończył się sukcesem klubu, co pozwalało z optymizmem patrzeć na szanse Milanu w meczach o mistrzostwo. Podobnie jak w zeszłym sezonie, grupa eliminacyjna, tym razem z udziałem 10 drużyn, zakończyła się zwycięstwem Pro Vercelli. Milan stracił jednak do zwycięzcy tylko 1 punkt, mając najlepszy bilans bramkowy w grupie, wygrał m.in. z Juventusem 4:0 i 8:1. W praktyce zadecydował o tym mecz z pierwszej kolejki, zremisowany z drużyną Piemonte, która zakończyła sezon na ostatnim miejscu.

#### Sezon 1912/1913
W sezonie 1912/13 do rozgrywek zgłosiło się aż 30 zespołów. Milan wystartował w sześciozespołowej grupie liguryjsko-lombardzkiej, którą wygrał. W grupie półfinałowej z udziałem drużyn z północnych Włoch trzeci rok z rzędu Milan uplasował się za Pro Vercelli i po raz trzeci ich przeciwnik został mistrzem.

#### Sezon 1913/1914
Milan został wyprzedzony w grupie lombardzko-piemonckiej przez Inter i Juventus F.C. (który, po zajęciu w poprzednim sezonie ostatniego miejsca w grupie powinien zostać zdegradowany, lecz federacja postanowiła dopuścić do gry o mistrzostwo wszystkie zespoły - już 44).

### I wojna światowa i turnieje zastępcze

#### Sezon 1914/1915
Na początku sezonu 1914/15 Milan przeniósł się na boisko Velodromo Sempione (w poprzednich kilku latach lokalizacja boisk dość często ulegała zmianie). Zespół wygrał swoją grupę kwalifikacyjną (19 zdobytych punktów na 20 możliwych), a następnie grupę półfinałową. W grupie finałowej północnych Włoch z udziałem Genoi, AC Torino i Interu Milan grał słabo, plasując się po pięciu kolejkach na ostatnim, czwartym miejscu. Na dzień przed ostatnią kolejką federacja podjęła kontrowersyjną decyzję o zawieszeniu wszelkich rozgrywek z powodu przygotowań do wojny. Mecze Genoa - Torino i Milan - Inter nie zostały rozegrane, a tytuł mistrzowski przyznany został liderowi grupy - zespołowi z Genui. KLub po raz drugi wygrał turniej o But Radice. Van Hege w 20 meczach strzelił 22 bramki.
| W sezonie 1915/16 rozgrywki o mistrzostwo Włoch, z uwagi na trwającą wojnę, nie odbyły się. Jednak włoska federacja zdołała zorganizować oficjalne rozgrywki o Puchar Federalny, którym przyznała tę samą rangę co mistrzostwa, jednak bez prawa do tytułu. W turnieju wzięło udział 15 drużyn z północy. Milan wygrał wszystkie 4 mecze w eliminacjach, a finale okazał się lepszy od Juventusu, Modeny, Genoi i Casale. W decydującym meczu Mediolańczycy pokonali zespół z Genui (z De Vecchim w składzie) 3:1. \| Puchar Federalny 1916: Milan - Genoa 3:1 Skład Milanu: Barbieri - Sala, Pizzi - Greppi, Soldera, Cazzaniga - Morandi, Avanzini, Cevenini I, Ferrario, Bozzi \| Z powodu wojny FIF nie była w stanie zorganizować ogólnokrajowych rozgrywek. Regionalne komitety organizowały jednak swoje własne, niezależne turnieje - również w Lombardii. Turniej o Puchar Lombardii, zorganizowany przez Comitato Regionale Lombardo (CRL) z udziałem 8 zespołów wygrał Milan przed Interem i Legnano. W sezonie 1917/18, podczas najcięższych walk I wojny światowej zorganizowanie jakichkolwiek rozgrywek było prawie niemożliwe. Został jednak rozegrany Puchar Mauro dla klubów z okolic Mediolanu. Turniej charakteryzował się wielką nieregularnością i kontrowersyjnymi decyzjami Trybunału Sportowego. W siedmiozespołowej grupie Milan i Inter uzyskały tyle samo punktów. W barażowym meczu, 3 marca 1918 r., Milan na swoim własnym boisku wygrał aż 8:1 i zdobył puchar oraz mistrzostwo Lombardii. |
| Puchar Federalny 1916: Milan - Genoa 3:1 Skład Milanu: Barbieri - Sala, Pizzi - Greppi, Soldera, Cazzaniga - Morandi, Avanzini, Cevenini I, Ferrario, Bozzi |

### Wznowienie mistrzostw Włoch (1919-1922)

#### Rok 1919
Po zakończeniu wojny, w roku 1919, lombardzki komitet włoskiej federacji mimo niemożności zorganizowania przez centralę rozgrywek ogólnowłoskich przeprowadził zawody o II Puchar Mauro, którego Milan nie zdołał obronić. Zwycięzcą został zespół Legnano, Mediolańczycy zajęli drugą pozycję.
23 marca klub, biorąc pod uwagę, że sekcja krykieta już dawno nie istnieje, zmienił nazwę na Milan Football Club. A już niedługo, po kilkumiesięcznych kłopotach, rozpoczęły się mecze o mistrzostwo Włoch.

#### Sezon 1919/1920
W sezonie 1919/20 wystartowało aż 66 drużyn podzielonych według regionów na 11 grup. Milan wygrał swoją grupę eliminacyjną (komplet 10 zwycięstw w 10 spotkaniach), natomiast w grupie półfinałowej sił starczyło Mediolańczykom tylko na czwarte miejsce.
Ważnym momentem w tamtym okresie było przeniesienie się Milanu na stadion przy viale Lombardia. Stadion o pojemności 20 000 miejsc był pierwszym stadionem rossonerich z prawdziwego zdarzenia.

#### Sezon 1920/1921
W rozgrywkach wzięło udział 88 klubów, z czego aż 9 z samego Mediolanu. Milan rozpoczął dobrze - od zwycięstwa w lombardzkiej grupie B. W regionalnym finale z udziałem sześciu zespołów klub zajął czwarte miejsce, ostatnie, które premiowało awansem do grup półfinałowych. Tam jednak Mediolańczycy nie zdołali wygrać żadnego meczu, przegrywając 5 z 6 spotkań).

#### Sezon 1921/1922
Sezon 1921/22 rozpoczął się protestem klubów, które zażądały od federacji (która w międzyczasie zmieniła nazwę z FIF na Federazione Italiana Giuoco Calcio - FIGC) ustalenia konkretnej ilości drużyn które miałyby występować w najwyższej klasie rozgrywkowej. FIGC zignorowała żądania klubów, co skończyło się założeniem Confederazione Calcistica Italiana (CCI) - własnej konfederacji.
W sezonie tym odbyły się więc podwójne rozgrywki o mistrzostwo Italii. W mistrzostwach organizowanych przez FIGC wygrał zespół Novese. W mistrzostwach CCI - z udziałem większości znanych klubów, w tym Milanu - Pro Vercelli. Milan jednak spisał się słabo - zajął w eliminacjach dziewiąte miejsce na dwanaście zespołów. Jedynym sukcesem klubu było zwycięstwo w kolejnej edycji turnieju o But Radice.
W roku 1922 odbyła się pierwsza edycja rozgrywek o Puchar Włoch. Wśród 37 zespołów nie było jednak Milanu, ani większości czołowych klubów Italii.
Czytaj dalej >>>